# Castello di Lincoln
Il castello di Lincoln (Lincoln Castle) è stato costruito nell'omonima località, Inghilterra, nell'XI secolo da Guglielmo il Conquistatore sul sito di una preesistente fortezza romana.
Il castello, che è uno dei meglio conservati d'Inghilterra, è stato usato come prigione e sede di corte di giustizia.
Il castello di Lincoln è stato al centro di importanti eventi storici, fra i quali si distinguono la prima battaglia di Lincoln del 1141 e la seconda battaglia di Lincoln del 1217.